# مجمع كليرمونت
مجمع كليرمونت كان سينودوسا مختلطا من رجال الدين والعلمانيين في الكنيسة الكاثوليكية دعا إليه البابا أوربان الثاني، وعقد في الفترة من 17 إلى 27 نوفمبر من عام 1095 في كليرمون التي كانت في ذلك الوقت جزءًا من دوقية أقطانية، بينما هي جزءا من فرنسا اليوم.

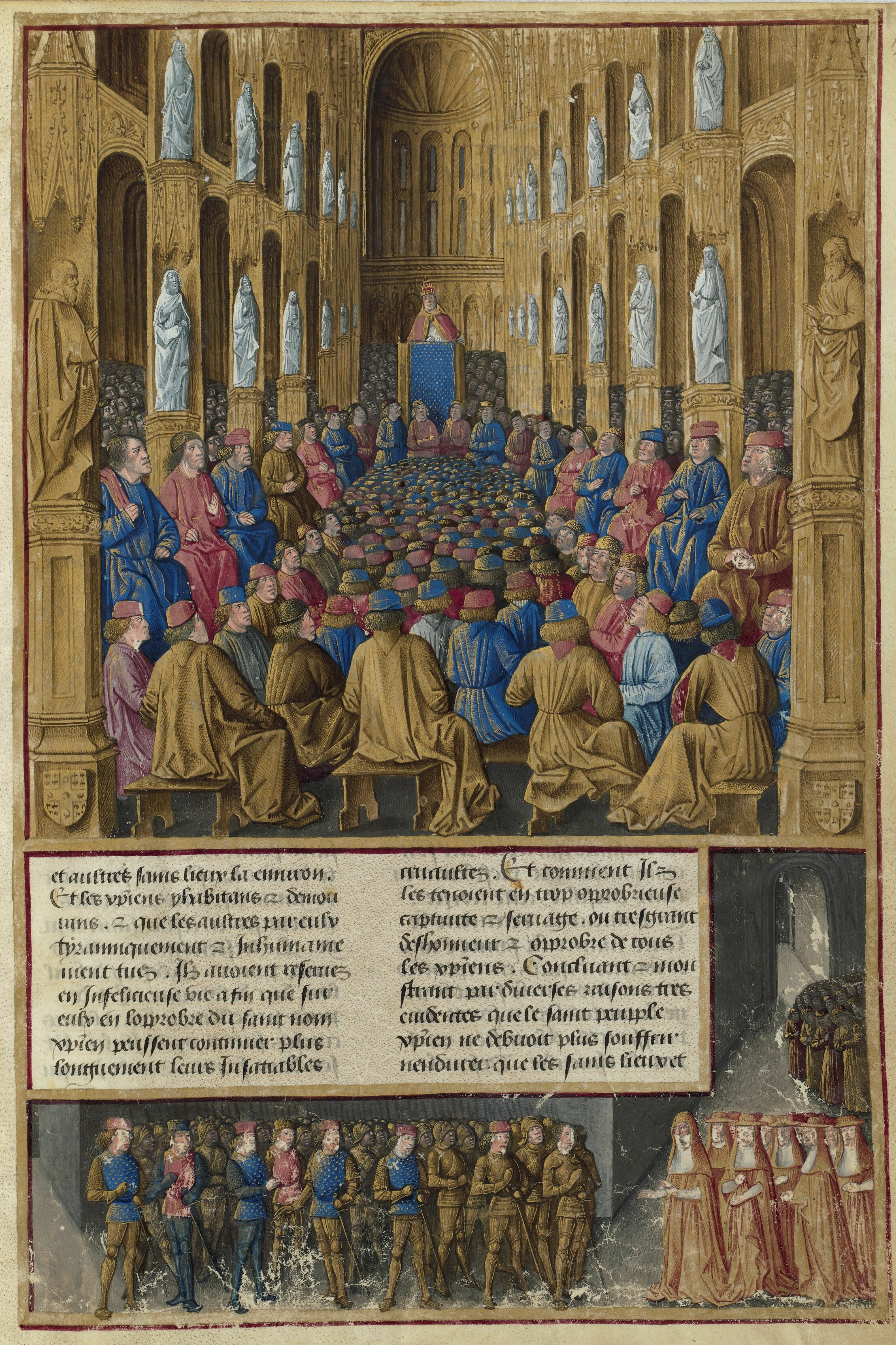
البابا أوربان الثاني في مجمع كليرمونت، لوحة في كتاب ما وراء البحار في عام 1474

في حين أن المجمع معروف اليوم في المقام الأول بالخطاب الذي ألقاه البابا أوربان في اليوم الأخير، إلا أنه كان في المقام الأول مجمعًا يركز على تنفيذ إصلاحات كلونيا، وإصدار المراسيم وتسوية القضايا المحلية والإقليمية. وشمل هذا أيضًا تمديد حرمان فيليب الأول ملك فرنسا من الكنيسة بسبب زواجه الزاني من بيرتراد من مونتفورت وإعلان تجديد هدنة الله، وهي محاولة من جانب الكنيسة لتقليل الخلاف بين النبلاء الفرنجة.
تضمن خطاب البابا أوربان في 27 نوفمبر الدعوة إلى حمل السلاح والتي أدت إلى حملة الفقراء الصليبية ومن بعدها الحملة الصليبية الأولى، وتبعها الاستيلاء على القدس وتأسيس مملكة بيت المقدس. في هذا، رد أوربان على طلب الإمبراطور البيزنطي ألكسيوس الأول كومنينوس الذي أرسل مبعوثين إلى مجمع بياتشينزا يطلب المساعدة العسكرية ضد الأتراك السلاجقة.